# Шерстянка (район Чернігова)
Королевство Шерстянка — історична місцевість, нині мікрорайон Чернігова, розташована на теренах Новозаводського адміністративного району. Також відома завдяки фабриці первинної обробки шерсті.

## Історія
Сучасний район збудований у міжвоєнну пору як селище для працівників підприємства легкої промисловості — фабрики первинної обробки шерсті («Чернігівшерсть»). Назва району пов'язана з даним підприємством. У 1941 році під час Другої світової війни фабрика і селище були зруйновані. 1945 року відновлено фабрику і у період 1959—1965 років відбудовано і розширено селище. 
25 березня 2015 року демонтовано пам'яток Петровському, при вході на підприємство «Чернігівшерсть».
На фасаді школи №14 встановлена меморіальна дошка військовослужбовцям, котрі тут навчалися і загинули при у період збройного конфлікту на сході України, Полегенько Дмитро Павлович (1988-2014) і Лобода Вадим Михайлович (1983-2014). Нагороджені орденом «За мужність» III ступеня (посмертно).

## Територія
Район Шерстянка розташований на заході центральної частини Чернігова, між вулицею Ціолковського і залізничною лінією Чернігів—Ніжин. Забудова району як багатоповерхова, так і малоповерхова. У центральний частині знаходяться установи обслуговування (школи, дитсадки), є незначні за площею зелені насадження спільного користування — сквер «Казка».  
Район оточений промисловими і комунальними підприємствами: з півдня прилягає підприємство «Чернігівшерсть» і ПМК, з півночі — завод будматеріалів №2 і база постачання, із заходу — автотранспортне підприємство (АТП) і центральне підприємство електромереж. 
Раніше вулиця Текстильників перетинала колії та примикала до вулиці Щорса (нині – вулиця Мазепи). Після закриття залізничного переїзду, у 1980-х роках побудували підземний пішохідний перехід, який капітально відремонтували 2019 року. Наступного року, через територію колишньої фабрики обробки шерсті, збудували нову дорогу до мікрорайону.

### Вулиці
Дмитра Самоквасова (раніше Стахановців), Текстильників, Ціолковського.

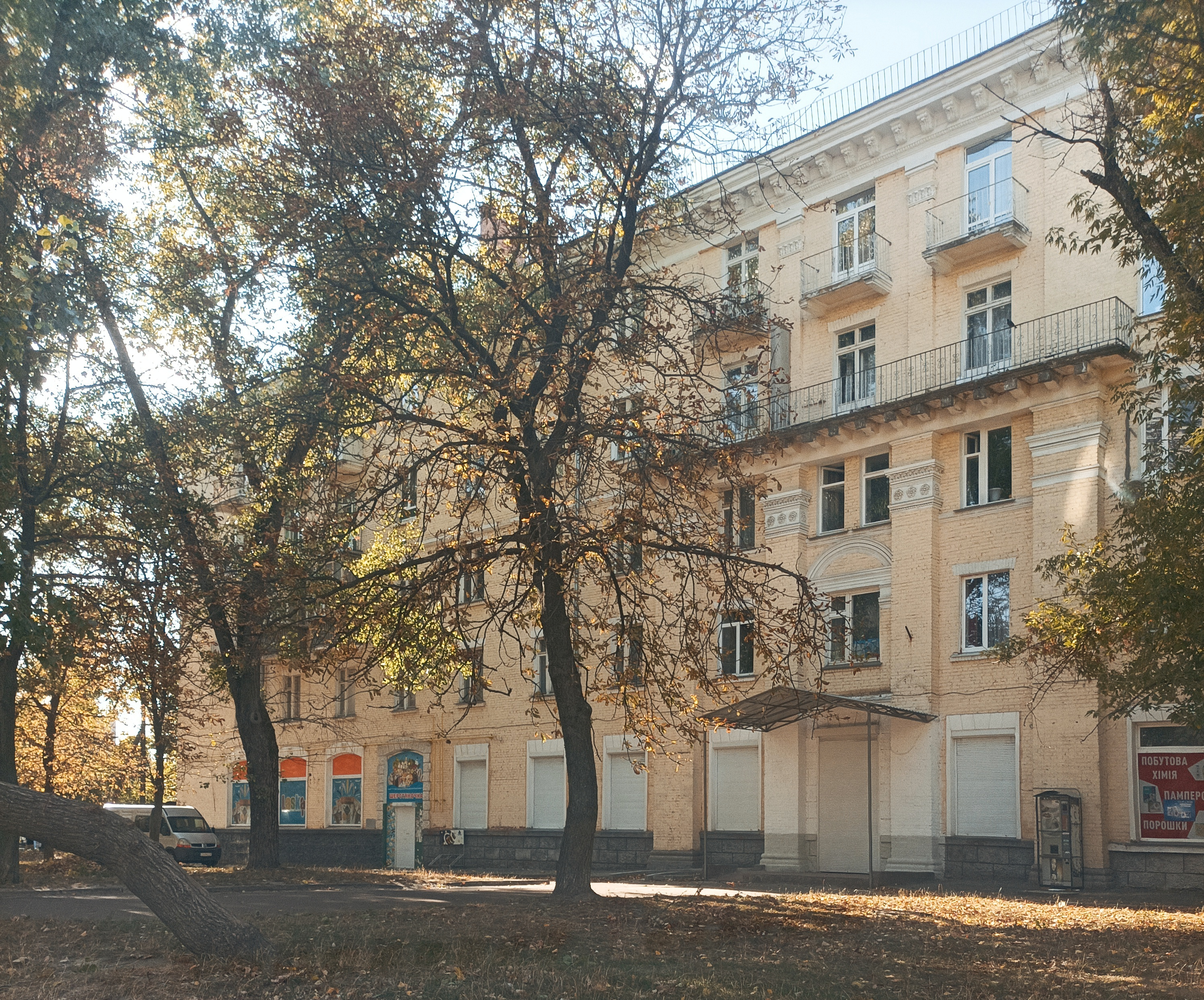
вулиця Текстильників, будинок 41, район Шерстянка

## Соціальна сфера
Є школи (№14, 34), дитячі садки (№2, 10). Продовольчі і непродовольчі магазини, міська лікарня №4, відділення зв'язку (№1), відділення нової пошти №12, дім культури.
- Тролейбус: 1
- Автобус: маршрути 26,27